# 1274
| [ Edytuj tabelę ]                          |                                                             |
| Książę Małopolski                          | - 1243 Bolesław V Wstydliwy 1279                            |
| Książę Wielkopolski                        | - 1239 Bolesław Pobożny 1279 - 1273 Przemysł II 1296        |
| Król Albanii                               | - 1272 Karol I 1285                                         |
| Król Angkoru                               | - 1244 Dżajawarman VIII 1295                                |
| Król Anglii                                | - 1272 Edward I 1307                                        |
| Król Aragonii i Walencji, hrabia Barcelony | - 1213 Jakub I Zdobywca 1276                                |
| Margrabia Brandenburgii                    | - 1267 Konrad 1304 - 1267 Jan II 1281 - 1267 Otto IV 1308   |
| Książę Burgundii                           | - 1272 Robert II 1306                                       |
| Książę Dolnej Bawarii                      | - 1253 Henryk XIII 1290                                     |
| Książę Górnej Bawarii                      | - 1253 Ludwik II 1294                                       |
| Cesarz Bizancjum                           | - 1261 Michał VIII Paleolog 1282                            |
| Car Bułgarii                               | - 1257 Konstantyn Asen Tich 1277                            |
| Cesarz Chin                                | - 1264 Song Duzong 1274 - 1274 Song Gong 1276               |
| Król Cypru                                 | - 1267 Hugo III 1284                                        |
| Król Czech                                 | - 1253 Przemysł Ottokar II 1278                             |
| Król Danii                                 | - 1259 Eryk Glipping 1286                                   |
| Władca Egiptu                              | - 1260 Bajbars 1277                                         |
| Cesarz Etiopii                             | - 1270 Jykuno Amlak 1285                                    |
| Król Francji                               | - 1270 Filip III Śmiały 1285                                |
| Król Gruzji                                | - 1271 Dymitr II Ofiarny 1289                               |
| Hrabia Holandii                            | - 1256 Floris V 1296                                        |
| Cesarz Japonii                             | - 1259 Kameyama 1274 - 1274 Go-Uda 1287                     |
| Kalif                                      | - 1262 Al-Hakim bi-Amr Allah 1302                           |
| Król Kastylii i Leónu                      | - 1252 Alfons X Mądry 1284                                  |
| Patriarcha Konstantynopola                 | - 1267 Józef I Galezjota 1275                               |
| Władca Korei                               | - 1259 Wonjong 1274 - 1274 Ch’ungnyŏl 1308                  |
| Wielki książę litewski                     | - 1269 Trojden 1282                                         |
| Sułtan Maroka                              | - 1259 Abu Jusuf Jakub 1286                                 |
| Król Nawarry                               | - 1270 Henryk III Gruby 1274 - 1274 Joanna I z Nawarry 1284 |
| Król Norwegii                              | - 1263 Magnus VI Prawodawca 1280                            |
| Hrabia Palatynatu                          | - 1253 Ludwik II Bawarski 1294                              |
| Papież                                     | - 1271 Grzegorz X 1276                                      |
| Król Portugalii                            | - 1248 Alfons III 1279                                      |
| Sułtan Rumu                                | - 1265 Kaj Chusrau III 1282                                 |
| Książę Rusi halickiej                      | - 1270 Lew I 1300                                           |
| Cesarz Rzymski (niemiecki)                 | - 1257 Alfons z Kastylii 1284 - 1273 Rudolf I Habsburg 1291 |
| Książę Saksonii                            | - 1260 Albrecht II 1298                                     |
| Król Serbii                                | - 1243 Stefan Urosz I 1276                                  |
| Król Singasari                             | - 1268 Kertanagara 1292                                     |
| Król Szkocji                               | - 1249 Aleksander III 1286                                  |
| Król Szwecji                               | - 1250 Waldemar Birgersson 1275                             |
| Doża Wenecji                               | - 1268 Lorenzo Tiepolo 1275                                 |
| Król Węgier                                | - 1272 Władysław IV Kumańczyk 1290                          |
| Wielki mistrz zakonu krzyżackiego          | - 1273 Hartmann von Heldrungen 1282                         |

Rok 1274 / MCCLXXIV
stulecia: XII wiek ~
XIII wiek ~
XIV wiek

lata: 1264 «
1269 «
1270 «
1271 «
1272 «
1273 «
1274
» 1275
» 1276
» 1277
» 1278
» 1279
» 1284

## Wydarzenia w Polsce
- Wrocław otrzymał bezwzględne prawo składu.
- Kluczbork otrzymał prawa miejskie.

## Wydarzenia na świecie
- Krzyżacy zdobyli Lidzbark i stłumili II powstanie pruskie
- 7 maja – we Francji rozpoczęły się obrady Soboru Lyońskiego II, koncentrujące się wokół zasad, jakie rządzić mają wyborem papieża.
- 20 listopada – I inwazja Mongołów na Japonię: zwycięstwo Japończyków w bitwie pod Bun'ei.
- Papież Grzegorz X postanowił, że wybór papieża będzie odbywał się na konklawe, trzydniowym zamkniętym spotkaniu.

## Urodzili się
- 9 lutego – Ludwik z Tuluzy, syn Karola II Andegaweńskiego, franciszkanin, biskup, święty katolicki (zm. 1297)
- 11 lipca – Robert I Bruce, król Szkocji (zm. 1329)
- Eryk Menved, król Danii (zm. 1319)

## Zmarli
- 7 marca – św. Tomasz z Akwinu, filozof i teolog (ur. ok. 1225)
- 15 lipca – św. Bonawentura, Doktor Kościoła, franciszkanin (ur. ok. 1217)
- 22 lipca – Henryk III Gruby, hrabia Szampanii i król Nawarry (ur. 1244)
- 20 października – Ebgelbert z Falkenburga, arcybiskup Kolonii (ur. ok. 1220)